# Camillo Pasquali
Camillo Pasquali (Novara, 8 gennaio 1909 – Novara, 27 febbraio 1956) è stato un politico italiano.
Fu il primo sindaco di Novara eletto democraticamente nel 1946 e senatore della Repubblica nella II legislatura dal 1953 al 1956.